# Гут, Збигнев
Зби́гнев Гут (пол. Zbigniew Gut; 17 апреля 1948, Вымярки, Польша — 27 марта 2010, Сен-Жан-де-Морьен, Франция) — польский футболист, защитник.

## Биография
Выступал за польские клубы: «Искры» (Вымярки), «Промень» (Жары), «Одра» (Ополе) и познанский «Лех». Заканчивал карьеру во французских клубах «Париж», «Стад Франсе» и «Сен-Жан-де-Морьен».
За сборную Польши провёл 11 матчей. Дебютировал в сборной в выездном матче против ГДР (1:2). На летних Олимпийских играх в Мюнхене в 1972 Польша стала чемпионом, в финале победив Венгрию (2:1). На чемпионате мира 1974 Польша заняла 3-е место, в матче за 3-е место поляки обыграли сборную Бразилии (0:1).
Награждён орденом Возрождения Польши. Заслуженный мастер спорта Польши.

## Достижения
- Чемпион Летних Олимпийских играх (1): 1972
- Бронзовый призёр чемпионата мира (1): 1974